# Gustaaf Lava
Gustaaf Emiel Lava (19 februari 1900 - 13 maart 1918) was een Belgisch verzetsstrijder tijdens de Eerste Wereldoorlog.
Gustaaf Lava was als veertienjarige jongen beginnen werken in de drukkerij van Jozef Buerbaum. Deze laatste was ook een sluikschrijver onder het pseudoniem Janus Droogstoppel. Lava bracht illegaal het weekblad De Vrije Stem en de pamfletten geschreven door Janus Droogstoppel rond in Mortsel en Antwerpen. In 1918, Lava was toen achttien, werd hij betrapt door de Duitse bezetter en gearresteerd. Toen hij probeerde te ontsnappen werd Lava in de rug geschoten en overleed.
De Gustaaf Lavastraat in Mortsel (Oude God) is naar hem genoemd.